# Рушкица (Караш-Северин)
Рушкица (рум. Rușchița) насеље је у Румунији у округу Караш-Северин у општини Руска Монтана. Oпштина се налази на надморској висини од 581 m.

## Становништво
Према подацима из 2002. године у насељу је живело 453 становника.

### Попис2002.
| Расподела становништва по националности 2002.‍ | Расподела становништва по националности 2002.‍ | Расподела становништва по националности 2002.‍ | Расподела становништва по националности 2002.‍ | Расподела становништва по националности 2002.‍ |
| --------------------------------------------- | --------------------------------------------- | --------------------------------------------- | --------------------------------------------- | --------------------------------------------- |
|                                               |                                               |                                               |                                               |                                               |
| Румуни                                        | Румуни                                        |                                               | 402                                           | 89,3%                                         |
| Мађари                                        | Мађари                                        |                                               | 14                                            | 3,1%                                          |
| Украјинци                                     | Украјинци                                     |                                               | 6                                             | 1,3%                                          |
| Немци                                         | Немци                                         |                                               | 28                                            | 6,2%                                          |